# یرواند شاه‌عزیز
یرواند هواکیمی شاه‌عزیز (ارمنی: Երվանդ Հովակիմի Շահազիզ؛  زادهٔ ۱۳ ژانویهٔ ۱۸۵۶ - درگذشته ۱۲ اوت ۱۹۵۱) یک تاریخ‌نگار ادبی و مورخ اهل ارمنستان بود.

## زندگی‌نامه
در ۱۳ ژانویهٔ ۱۸۵۶ در آشتاراک به دنیا آمد و از کالج لازاریان (انستیتو زبان‌های شرقی لازاریان) (۱۸۷۹) فارغ‌التحصیل شد. سمبات شاه‌عزیز عموی وی بود.   وی همچنین برنده دانشمند شایسته ارمنستان شوروی (۱۹۴۶) شده است. وی در ۱۲ اوت ۱۹۵۱ در سن ۹۵ سالگی در ایروان درگذشت.

## یادداشت
1. ↑  անասիրական գիտությունների դոկտոր